# サーブ・EV-1
サーブ・EV-1（Saab EV-1 またはSaab 900 Turbo EV-1 ）は、スウェーデンの航空機メーカー・サーブの自動車部門（現サーブ・オートモービル）が1985年に開発した、完全に機能する路上走行可能な将来のデザインスタディ（EV-1はExperimental Vehicle Oneを意味する）である。

## 概要

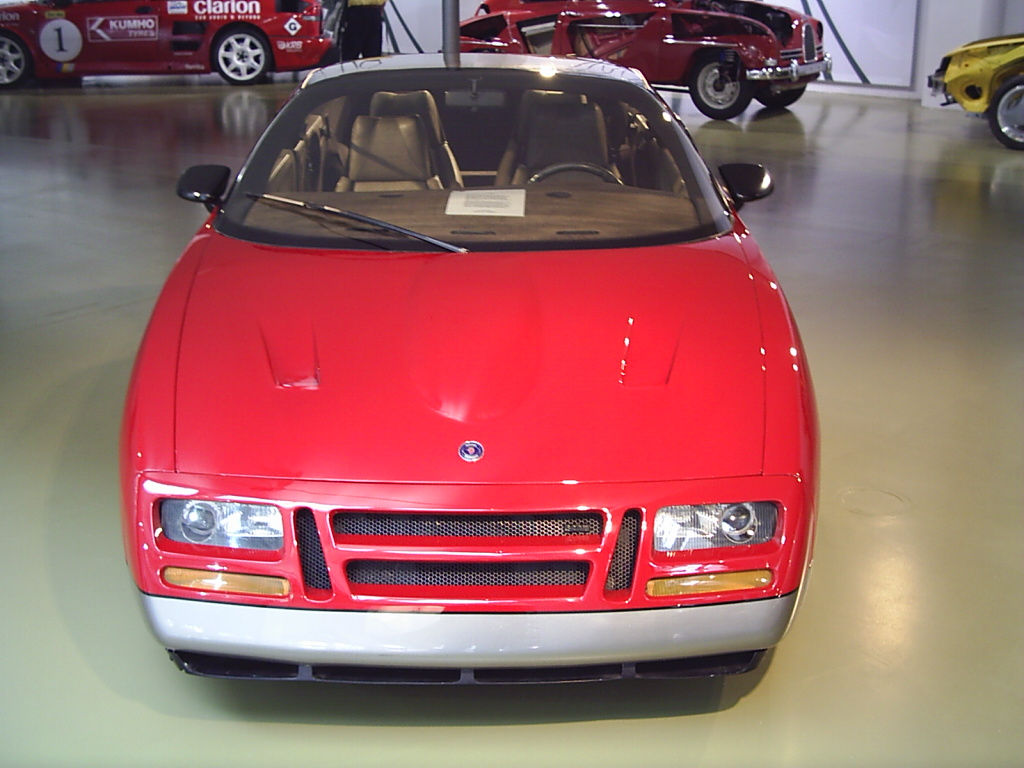
サーブ・EV-1、前面

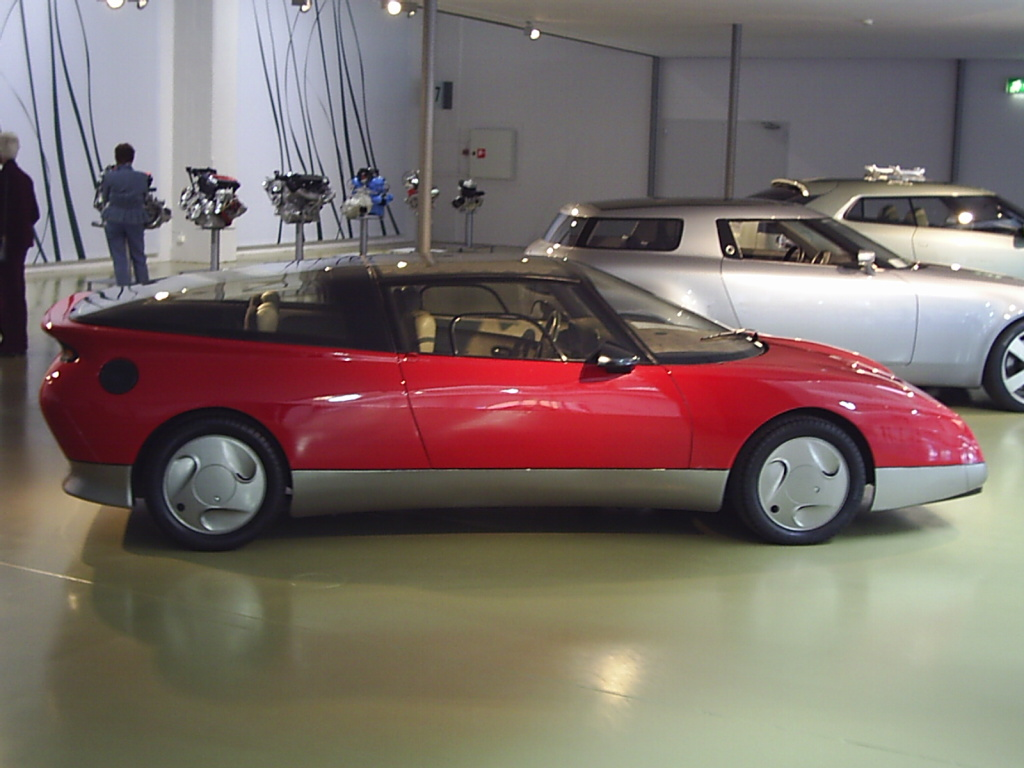
サーブ・EV-1、側面

サーブ・900ターボ16Vを基にした楔形をした2+2のクーペであり、ボディは鋼板製で屋根は全てガラス製であった。デザインはビョルン・エンヴァールの作で、ガラス製の屋根に据え付けられた66個の太陽電池による太陽エネルギーで稼動する室内空調ファンの様な装置を含むボディワークはレイフ・メルベリ（Leif Mellberg ）の手によるものであった。この装置は太陽光の下で停車中に車内を冷やした。前後のバンパー（フェンダー）は複合材料で補強されたアラミド繊維（トワロン又はケブラー）製で、衝撃を吸収し元の形状に復元するように設計されていた。ドアにはカーボンファイバー製の側面衝突防御部材を備えていた。ほとんどの部品はサーブ・900ターボ16からの流用品か改造品であったが、シートはシボレー・コルベットの物を使用していた。エンジンは出力が285英馬力（213 kW）まで高められ、最高速度は275km/h、0-100km/hまでの加速は5.9秒であった。興味深い装置は速度計が現在速度の近辺のみが光るもので、これは改良されて後の量産型車で標準装備とされた。
前面ガラスは側面まで回りこみ、この時代としては非常に深い急勾配で寝ていた。その一方でAピラーは垂直に近い角度で立ち素晴らしい視界を確保していた。
EV-1 は映画バック・トゥ・ザ・フューチャー PART2の背景で見ることができる。